# شعار غويانا الفرنسية
إن شعار غويانا الفرنسية هو عبارة عن ثلاثة ألوان، أزرق وأحمر وأخضر، مطلية على خلفية مربعة الشكل. في أعلى الشعار كُتب رقم 1643 على خلفية زرقاء تمثل السماء، أما الرقم فيُعبر عن السنة التي أنشأ بها الفرنسيون مستعمرة كايين، أولى مستعمراتهم في البلاد. وفي الوسط رُسم قارب أمازوني محمل بالذهب على خلفية حمراء، وفي الأسفل رُسمت أزهار زنبق الماء على خلفية خضراء، وهي ترمز إلى تلك الأزهار المألوفة في حوض الأمازون والتي تنمو على سطح مياه النهر ذات اللون الضارب إلى الخضرة.

شعار غويانا الفرنسية.